# 鼇山
鼇山（ごうざん、生没年未詳）は、江戸時代の望月派の画僧。主に宝暦年間（1751年 - 1764年）頃の活動が知られる。

## 経歴
- 望月派の望月玉仙に絵を学び、優れた人物画や花鳥画などを残した。

## 作品
- 岡山県の宝福寺天井画「水呑みの龍」